# Marie Ferdinanda Saská
Marie Ferdinanda Saská (27. dubna 1796, Drážďany – 3. ledna 1865, Brandýs nad Labem) byla saskou princeznou z rodu Wettinů a provdanou velkovévodkyní toskánskou, jíž se stala 6. května 1821. Manželství s o dvacet šest let starším velkovévodou Ferdinandem III. z Habsbursko-Lotrinského domu trvalo pouhé tři roky.

## Původ
Narodila se z manželství saského prince Maxmiliána s parmskou princeznou Karolínou jako druhé dítě i dcera. Měla šest sourozenců: Marii Amálii, saského krále Bedřicha Augusta, Klemense, provdanou toskánskou velkovévodkyni Marii Annu, saského krále Jana a provdanou španělskou královnu Marii Josefu.
Otec byl synem saského kurfiřta Fridricha Kristiána a jeho manželky bavorské princezny Marie Antonie, která se narodila z manželství císaře Svaté říše římské Karla VII. s dcerou císaře Josefa I., Marií Amálií Habsburskou. Otcovými rodiči byli polský král a saský kurfiřt August III. a Marie Josefa Habsburská. Obě otcovy babičky Marie Josefa i Marie Amálie se narodily z manželství císaře Josefa I.
Matka Karolína náležela k španělské resp. parmské větvi rodu Bourbonů. Jejím otcem byl parmský vévoda Ferdinand, syn vévody Filipa a jeho manželky Luisy Alžběty Francouzské, který se v roce 1769 oženil s dcerou císaře Františka I. Štěpána a jeho manželky královny Marie Terezie, Marií Amálií.

## Život
Velkovévoda Ferdinand III. ovdověl v roce 1802 a z prvního manželství s Luisou Neapolsko-Sicilskou měl dvě dcery a pouze jednoho syna Leopolda, jehož zdraví ovšem nebylo pevné a lékaři se v těchto letech začali obávat o jeho život. Navíc ačkoliv byl od roku 1817 ženat, neměl žádného potomka. A tak se Ferdinand III. v naději na dalšího syna rozhodl pro druhý sňatek. Dne 6. května 1821 se tedy Marie Ferdinanda ve Florencii provdala za otce svého švagra Leopolda Toskánského, který byl o pouhý rok mladší než ona. Bezdětné manželství ukončila po třech letech Ferdinandova smrt a Marie Ferdinanda se v sedmadvaceti letech stala vdovou. Novou toskánskou velkovévodkyní se stala její sestra Marie Anna, která byla provdaná za Leopolda.
Po manželově smrti pobývala Marie Ferdinanda na toskánském dvoře, titul velkovévodkyně-vdova jí nebyl přiznán. Po smrti Marie Anny v roce 1832 se velkovévoda znovu oženil s Marií Antonií Neapolsko-Sicilskou, která byla stejně jako Marie Ferdinanda pravnučkou královny Marie Terezie. Po Leopoldově svržení z toskánského velkovévodského stolce roku 1859 přesídlila spolu s velkovévodskou rodinou do Vídně pod ochranu císaře Františka Josefa I. Zemřela na zámku v Brandýse nad Labem, který její nevlastní syn Leopold II. koupil v roce 1860.

## Vývod z předků
|                          |                                   |  |                    |                                             |  |  |  |  |  |  |  | August II. Silný |
|                          |                                   |  |                    |                                             |  |  |  |  |  |  |  |                  |
|                          | August III. Polský                |  |                    |                                             |  |  |  |  |  |  |  |                  |
|                          |                                   |  |                    |                                             |  |  |  |  |  |  |  |                  |
|                          |                                   |  |                    | Kristýna Eberhardýna Hohenzollernská        |  |  |  |  |  |  |  |                  |
|                          |                                   |  |                    |                                             |  |  |  |  |  |  |  |                  |
|                          | Fridrich Kristián Saský           |  |                    |                                             |  |  |  |  |  |  |  |                  |
|                          |                                   |  |                    |                                             |  |  |  |  |  |  |  |                  |
|                          |                                   |  |                    | Josef I. Habsburský                         |  |  |  |  |  |  |  |                  |
|                          |                                   |  |                    |                                             |  |  |  |  |  |  |  |                  |
|                          | Marie Josefa Habsburská           |  |                    |                                             |  |  |  |  |  |  |  |                  |
|                          |                                   |  |                    |                                             |  |  |  |  |  |  |  |                  |
|                          |                                   |  |                    | Amálie Vilemína Brunšvicko-Lüneburská       |  |  |  |  |  |  |  |                  |
|                          |                                   |  |                    |                                             |  |  |  |  |  |  |  |                  |
|                          | Maxmilián Saský                   |  |                    |                                             |  |  |  |  |  |  |  |                  |
|                          |                                   |  |                    |                                             |  |  |  |  |  |  |  |                  |
|                          |                                   |  |                    | Maxmilián II. Emanuel                       |  |  |  |  |  |  |  |                  |
|                          |                                   |  |                    |                                             |  |  |  |  |  |  |  |                  |
|                          | Karel VII. Bavorský               |  |                    |                                             |  |  |  |  |  |  |  |                  |
|                          |                                   |  |                    |                                             |  |  |  |  |  |  |  |                  |
|                          |                                   |  |                    | Tereza Kunhuta Sobieská                     |  |  |  |  |  |  |  |                  |
|                          |                                   |  |                    |                                             |  |  |  |  |  |  |  |                  |
|                          | Marie Antonie Bavorská            |  |                    |                                             |  |  |  |  |  |  |  |                  |
|                          |                                   |  |                    |                                             |  |  |  |  |  |  |  |                  |
|                          |                                   |  |                    | Josef I. Habsburský                         |  |  |  |  |  |  |  |                  |
|                          |                                   |  |                    |                                             |  |  |  |  |  |  |  |                  |
|                          | Marie Amálie Habsburská           |  |                    |                                             |  |  |  |  |  |  |  |                  |
|                          |                                   |  |                    |                                             |  |  |  |  |  |  |  |                  |
|                          |                                   |  |                    | Amálie Vilemína Brunšvicko-Lüneburská       |  |  |  |  |  |  |  |                  |
|                          |                                   |  |                    |                                             |  |  |  |  |  |  |  |                  |
| 'Marie Ferdinanda Saská' |                                   |  |                    |                                             |  |  |  |  |  |  |  |                  |
|                          |                                   |  |                    |                                             |  |  |  |  |  |  |  |                  |
|                          |                                   |  | Filip V. Španělský |                                             |  |  |  |  |  |  |  |                  |
|                          |                                   |  |                    |                                             |  |  |  |  |  |  |  |                  |
|                          | Filip Parmský                     |  |                    |                                             |  |  |  |  |  |  |  |                  |
|                          |                                   |  |                    |                                             |  |  |  |  |  |  |  |                  |
|                          |                                   |  |                    | Alžběta Parmská                             |  |  |  |  |  |  |  |                  |
|                          |                                   |  |                    |                                             |  |  |  |  |  |  |  |                  |
|                          | Ferdinand Parmský                 |  |                    |                                             |  |  |  |  |  |  |  |                  |
|                          |                                   |  |                    |                                             |  |  |  |  |  |  |  |                  |
|                          |                                   |  |                    | Ludvík XV.                                  |  |  |  |  |  |  |  |                  |
|                          |                                   |  |                    |                                             |  |  |  |  |  |  |  |                  |
|                          | Luisa Alžběta Francouzská         |  |                    |                                             |  |  |  |  |  |  |  |                  |
|                          |                                   |  |                    |                                             |  |  |  |  |  |  |  |                  |
|                          |                                   |  |                    | Marie Leszczyńská                           |  |  |  |  |  |  |  |                  |
|                          |                                   |  |                    |                                             |  |  |  |  |  |  |  |                  |
|                          | Karolína Bourbonsko-Parmská       |  |                    |                                             |  |  |  |  |  |  |  |                  |
|                          |                                   |  |                    |                                             |  |  |  |  |  |  |  |                  |
|                          |                                   |  |                    | Leopold Josef Lotrinský                     |  |  |  |  |  |  |  |                  |
|                          |                                   |  |                    |                                             |  |  |  |  |  |  |  |                  |
|                          | František I. Štěpán Lotrinský     |  |                    |                                             |  |  |  |  |  |  |  |                  |
|                          |                                   |  |                    |                                             |  |  |  |  |  |  |  |                  |
|                          |                                   |  |                    | Alžběta Charlotta Orléanská                 |  |  |  |  |  |  |  |                  |
|                          |                                   |  |                    |                                             |  |  |  |  |  |  |  |                  |
|                          | Marie Amálie Habsbursko-Lotrinská |  |                    |                                             |  |  |  |  |  |  |  |                  |
|                          |                                   |  |                    |                                             |  |  |  |  |  |  |  |                  |
|                          |                                   |  |                    | Karel VI.                                   |  |  |  |  |  |  |  |                  |
|                          |                                   |  |                    |                                             |  |  |  |  |  |  |  |                  |
|                          | Marie Terezie                     |  |                    |                                             |  |  |  |  |  |  |  |                  |
|                          |                                   |  |                    |                                             |  |  |  |  |  |  |  |                  |
|                          |                                   |  |                    | Alžběta Kristýna Brunšvicko-Wolfenbüttelská |  |  |  |  |  |  |  |                  |
|                          |                                   |  |                    |                                             |  |  |  |  |  |  |  |                  |